# DUAL表
DUAL表（DUALひょう）は、Oracle Databaseにおいてセットアップ時から存在する、1列しかない特別な表である。これはSYSDATEやUSERなど、表を適用せずとも値を返す演算に対してSELECTを行う場合に使われる。この表にはVARCHAR2(1)のDUMMYという列だけがあり、1件だけあるレコードの値は'X'となっている。

## 使用例
OracleのSQLでは、SELECT文にはFROM節が必須であるが、クエリーの種類によっては表が必要ないこともある。そんな場面では、システム側で用意されているDUALを使うことができる。
```
SELECT
 
1
+
1

FROM
 
DUAL
;

SELECT
 
SYSDATE
 

FROM
   
DUAL
;

SELECT
 
USER
 

FROM
   
DUAL
;

```

## 歴史
DUAL表は、オラクル社のチャールズ・ワイスによって、内部情報のビューと結合するために作られた。もともとは2行あり、別な表と結合することで文字通り1行が2行に増えるようになっていたのだが、のちに1行となっている。

## 最適化
DUALはもともと通常の表であり、DUALに対してSELECTを行うと、DUAL表へのアクセスが生じる。たいていはメモリのキャッシュに乗っかっているので、DUAL表を探してディスクまでアクセスが行われることはあまりないが、それでもDUAL表へのアクセス処理は頻繁に行われる。
Oracle 10gでは、DUAL表そのものは存在しているものの、最適化により実際にはDUALへアクセスしないようになっている。

## 他のDBMS
PostgreSQL、SQLite、Microsoft SQL Serverなど、SELECTのFROM節を必須としていないDBMSも存在し、これらではDUALのようなダミーの表を使う必然性がない。なお、MySQLにおいてもFROMの省略が可能であるが、互換性のためにFROM DUALと書くことができる。IBM Db2（DB2）においては、DUALと同様のダミー表としてsysibm.sysdummy1が存在するが、表を必要としない演算に対してはVALUESという構文も用意されている。